# 鎧車站
35°39′6.34″N 134°34′30.17″E / 35.6517611°N 134.5750472°E
鎧車站（日语：／ Yoroi eki */?）是一由西日本旅客鐵道（JR西日本）所經營的鐵路車站，位於日本兵庫縣美方郡香美町香住區，是JR西日本山陰本線沿線的一個無人車站，屬於近畿統括本部所管轄的範圍。
鄰近香住海岸、由高處俯瞰鎧港的鎧車站雖然景色優美，但因知名度不如相鄰的餘部站，觀光客較少而僅有當地住民利用，實際上下乘客的旅次數量非常低。

## 車站結構
濱坂方向的左側側式月台1面1線的地面車站（停留所）。

## 相鄰車站
西日本旅客鐵道（JR西日本）
 山陰本線
■快速
通過
■普通
香住－鎧－餘部